# 古田三路駅
古田三路駅（こでんさんろえき）は湖北省武漢市礄口区に位置する武漢地下鉄1号線の駅である。

## 利用可能な鉄道路線
武漢地下鉄
■1号線

### バス
2路、222路、505路、508路、512路、531路、546路、548路、550路、558路、560路、621路、737路、741路、806路

## 歴史
- 2010年7月29日 - 1号線開通。

## 隣の駅
武漢地下鉄
■1号線
古田四路駅 - 古田三路駅 - 古田二路駅
座標: 北緯30度35分45秒 東経114度11分58秒 / 北緯30.59584度 東経114.19934度